# Hydroptila sparsa
Hydroptila sparsa – chruścik (owad) z rodziny Hydroptilidae. Larwy z przędzy jedwabnej i ziarenek piasku budują małe, bocznie spłaszczone, przenośne domki kształtem przypominające ziarenko fasoli, wielkość 2-3 mm.
Limneksen, w stadium larwalnym zasiedlający rzeki (potamal) (Botosaneanu i Malicky 1978).
Imagines sporadycznie poławiane nad jeziorami Mikołajskim i Śniardwy. W Finlandii i na Łotwie rzadko spotykany, w rzeczkach i potokach. Na Litwie imago złowione nad eutoficznym jez. Simnas. Imagines spotykane nad Balatonem, w zbiornikach Doliny Wołgi. Larwy złowione w jeziorach Karelii na brzegu kamienistym.